# Alfredo Adami
Alfredo Adami, all'anagrafe Vulzinio Adami (Roma, 2 luglio 1915 – Castel Gandolfo, 13 ottobre 1988), è stato un comico italiano.

## Biografia
Attivo nel teatro di rivista fin dal 1940, alla fine del decennio Adami inizia a girare i teatri con una compagnia da lui fondata. Rimane particolarmente attivo fino alla fine degli anni sessanta, distinguendosi come uno degli interpreti principali dell'ormai morente avanspettacolo ed esibendosi anche nei night club. Nel 1960 inizia inoltre una carriera ultraventennale da attore composta da oltre cinquanta titoli tra film e fiction televisive, nei quali ricopre però solo ruoli di contorno o da generico. La maggior parte dei film da lui interpretati sono commedie, in particolare con protagonisti Franco e Ciccio (tra gli anni sessanta e settanta) e di genere commedia sexy all'italiana (tra gli anni settanta e ottanta). All'inizio degli anni ottanta interpreta il bidello Alfonso nei primi due film della trilogia di Pierino, dove viene accreditato come Vulsinio Adami. È uno degli ultimi ruoli dell'attore.

## Filmografia

Adami in una scena di Fantozzi (1975) di Luciano Salce

- Adua e le compagne, regia di Antonio Pietrangeli (1960)
- Soldati e caporali, regia di Mario Amendola (1965)
- Due mafiosi contro Goldginger, regia di Giorgio Simonelli (1965)
- Due marines e un generale, regia di Luigi Scattini (1965)
- Come svaligiammo la Banca d'Italia, regia di Lucio Fulci (1966)
- I due sanculotti, regia di Giorgio Simonelli (1966)
- Con lui cavalca la morte, regia di Giuseppe Vari (1967)
- I 2 vigili, regia di Giuseppe Orlandini (1967)
- L'oro del mondo, regia di Aldo Grimaldi (1968)
- Franco, Ciccio e le vedove allegre, regia di Marino Girolami (1968)
- I 2 pompieri, regia di Bruno Corbucci (1968)
- I 2 magnifici fresconi, regia di Marino Girolami (1969)
- Il ragazzo che sorride, regia di Aldo Grimaldi  (1969)
- Il triangolo rosso – serie TV, episodio 2x03 (1969)
- Puro siccome un angelo papà mi fece monaco... di Monza, regia di Giovanni Grimaldi (1969)
- Don Franco e don Ciccio nell'anno della contestazione, regia di Marino Girolami (1970)
- W le donne, regia di Aldo Grimaldi (1970)
- Mezzanotte d'amore, regia di Ettore Maria Fizzarotti (1970)
- I due maghi del pallone, regia di Mariano Laurenti (1970)
- Venga a fare il soldato da noi, regia di Ettore Maria Fizzarotti (1971)
- Armiamoci e partite!, regia di Nando Cicero (1971)
- Roma, regia di Federico Fellini (1972)
- Terza ipotesi su un caso di perfetta strategia criminale, regia di Giuseppe Vari (1972)
- All'ultimo minuto – serie TV, episodio 2x02 (1972)
- Storia di fifa e di coltello - Er seguito der Più, regia di Mario Amendola (1972)
- Polvere di stelle, regia di Alberto Sordi (1973)
- L'eredità dello zio buonanima, regia di Alfonso Brescia (1974)
- Il venditore di palloncini, regia di Mario Gariazzo (1974)
- Farfallon, regia di Riccardo Pazzaglia (1974)
- Franco e Ciccio superstars, regia di Giorgio Agliani – film-collage (1974)
- Il sergente Rompiglioni diventa... caporale, regia di Mariano Laurenti (1975)
- Fantozzi, regia di Luciano Salce (1975)
- Il giustiziere di mezzogiorno, regia di Mario Amendola (1975)
- La poliziotta fa carriera, regia di Michele Massimo Tarantini (1976)
- Frou-frou del tabarin, regia di Giovanni Grimaldi (1976)
- La dottoressa del distretto militare, regia di Nando Cicero (1976)
- Amori, letti e tradimenti, regia di Alfonso Brescia (1976)
- La pretora, regia di Lucio Fulci (1976)
- Amici più di prima, regia di Marino Girolami, Giovanni Grimaldi e Giorgio Simonelli (1976)
- Il ginecologo della mutua, regia di Joe D'Amato (1977)
- Taxi Girl, regia di Michele Massimo Tarantini (1977)
- La malavita attacca... la polizia risponde!, regia di Mario Caiano (1977)
- L'avvocato della mala, regia di Alberto Marras (1977)
- Il fauno di marmo, regia di Silverio Blasi – miniserie TV (1977)
- I nuovi mostri, regia di Mario Monicelli, Dino Risi ed Ettore Scola (1977)
- La soldatessa alle grandi manovre, regia di Nando Cicero (1978)
- L'insegnante viene a casa, regia di Michele Massimo Tarantini (1978)
- La poliziotta della squadra del buon costume, regia di Michele Massimo Tarantini (1979)
- La liceale, il diavolo e l'acquasanta, regia di Nando Cicero (1979)
- Un uomo da ridere, regia di Lucio Fulci – miniserie TV (1980)
- Delitto a Porta Romana, regia di Bruno Corbucci (1980)
- L'assistente sociale tutto pepe..., regia di Nando Cicero (1981)
- Pierino contro tutti, regia di Marino Girolami (1981)
- Prima che sia troppo presto, regia di Enzo Decaro (1981)
- Pierino la peste alla riscossa!, regia di Umberto Lenzi (1982)
- Pierino colpisce ancora, regia di Marino Girolami (1982)
- W la foca, regia di Nando Cicero (1982)
- Vigili e vigilesse, regia di Francesco Prosperi (1982)
- Sballato, gasato, completamente fuso, regia di Steno (1982)
- Che casino... con Pierino!, regia di Bitto Albertini (1982)
- Giggi il bullo, regia di Marino Girolami (1982)

## Doppiatori italiani
In alcune delle sue apparizioni cinematografiche, Adami è stato doppiato da altri attori. In particolare da: 
- Marcello Mandò in Pierino colpisce ancora e Giggi il bullo
- Ferruccio Amendola in Due mafiosi contro Goldginger
- Antonio Guidi in Fantozzi
- Mario Milita in La poliziotta fa carriera